# IC 4780
IC 4780 ist eine Spiralgalaxie vom Hubble-Typ Sc im Sternbild Pfau am Südsternhimmel. Sie ist schätzungsweise 277 Millionen Lichtjahre von der Milchstraße entfernt.
Das Objekt wurde am 16. September 1901 von DeLisle Stewart entdeckt.